# Lazo, Ștefan Vodă
Lazo (Лазо în rusă și ucraineană) este un sat din cadrul comunei Alava din raionul Ștefan Vodă, Republica Moldova.

## Istorie
Satul Lazo a fost cunoscut din 1873, cu denumirea Iacobstal, deși sunt date care ar atesta localitatea încă din cca. 1830. Aici a fost o colonie de germani, care au emigrat prin 1940. Ștefan Ciobanu scria că coloniștii germani au fost aduși aici în anul 1814 din regiunea Varșoviei. Iar în vara–toamna anului 1940 în satul depopulat s-au așezat cu traiul nou-veniți din alte locuri, cu precădere ruși și ucraineni. După război satul a fost redenumit în Serghei Lazo (din 1990 – Lazo).
Satul Lazo a fost atestat în 1830 cu denumirea Iacobstal. Localitatea Iacobstal a fost întemeiată de către coloniștii germani veniți din Prusia și Württemberg, iar denumirea ar veni de la numele proprietarului de pământ. În vederea valorificării teritoriului coloniștilor le-au fost acordate o serie de privilegii: scutire de orice impozite și de prestații pentru un timp de 10 ani, etc. În perioada sovietică satul a fost redenumit în Lazo.
În 1904 așezarea avea 577 de locuitori, iar din 1884 avea și școală. Cu timpul numărul locuitorilor satului a scăzut constant.

## Geografie
Lazo este un sat din cadrul comunei Alava, raionul Ștefan Vodă. Satul are o suprafață de circa 0.32 kilometri pătrați, cu un perimetru de 3.20 km. Distanța directă pîna în or. Ștefan Vodă este de 10 km. Distanța directă până în or. Chișinău este de 94 km.

## Demografie

### Structura etnică
Conform datelor recensământului populației din 2004, populația satului constituia 114 oameni, dintre care 49.12% - bărbați și 50.88% - femei.:
| Grup etnic                                               | Populație | % Procentaj  |
| -------------------------------------------------------- | --------- | ------------ |
| Băștinași declarați Moldoveni Băștinași declarați Români | 67 1      | 58,77% 0,88% |
| Ruși                                                     | 33        | 28,95%       |
| Ucraineni                                                | 11        | 9,65%        |
| Alții                                                    | 2         | 1,75%        |
| Total                                                    | 114       |              |